# Église Sainte-Véronique de Liège
L'église Sainte-Véronique est un bâtiment religieux catholique de Liège (Belgique). Sise place Sainte-Véronique dans le quartier d'Avroy, l'église actuelle fut construite en 1848, remplaçant un bâtiment du XVIIe siècle dont les fondations remontent au Moyen Âge.

## Histoire
Selon une tradition ancienne un premier édifice religieux fut construit en 785 par Radulphe des Prez sous le patronage de saint Martin de Tours. En 815, elle est consacrée par le pape Léon III. D'autres traditions attribuent la fondation de cette église à Ogier le Danois en 814. Elle aurait été brûlée par les Normands. Elle est toujours évoquée au Moyen Âge sous le nom de Sainte-Véronne. Reconstruite en 1669 l'église Sainte-Véronique était une dépendance de l'abbaye Saint-Laurent. 
Une nouvelle église est construite en 1848 par l'architecte Hyacinthe Dejardin,. La chapelle du Paradis en est une dépendance. 

## Index des artistes

### Peinture
- Pierre Joseph Antoine (1840-1913)
  - Jésus rencontre les filles de Jérusalem (1906) situé dans le chœur
  - Jésus retrouvé au Temple (1906) situé dans le chœur
  - Portement du Christ au tombeau (1906) situé dans le chœur
  - Golgotha (1906) situé dans le chœur
  - Descente de croix (1906) situé dans le chœur
  - Fuite en Egypte (1906) situé dans le chœur
  - Présentation de Jésus au Temple : cantique de Siméon (1906) situé dans le chœur
  - Véronique montre la Sainte Face (1906) situé dans le transept Sud
  - La Flagellation et le Couronnement d'épines (1906) situé sur les murs gouttereaux de la nef : côté Sud
  - Comparution de Jésus devant Pilate (1906) situé dans le transept Sud, côté ouest
  - Résurrection : les saintes femmes au tombeau (1906)
- C. Danthine
  - St Louis recevant la couronne d'épines des mains du père dominicain André Loupemeau le 10 août 1239 (1895), bas de la nef, mur ouest
  - Invention de la sainte Croix en présence de sainte Hélène (1895)
- Englebert Fisen
  - Adoration des bergers (1723), retable de la chapelle des fonts baptismaux
- Bertholet Flémal
  - Saint Roch intercédant auprès de la Vierge pour les pestiférés, retable de l'autel latéral Sud
- Érasme II Quellin
  - Saint Anne, la Vierge et l'Enfant Jésus avec le curé Gilles Masuyr, retable de l'autel latéral Nord
- Inconnu
  - Le Baiser de Judas (1684), chapelle des Fonts (provient de l'ancienne église)
  - Le Christ devant Caïphe (1684), chapelle des Fonts (provient de l'ancienne église)
  - Jésus est bafoué par les soldats (1684), chapelle des Fonts (provient de l'ancienne église)
  - Jésus est couronné d'épines (1684), chapelle des Fonts (provient de l'ancienne église)
  - Jésus tombe sous la croix (1684), chapelle des Fonts (provient de l'ancienne église)
  - Sainte Véronique montre la Saint Face (1684), chapelle des Fonts (provient de l'ancienne église)
  - Jésus est dépouillé de ses vêtements (1684), chapelle des Fonts (provient de l'ancienne église)
  - Christ en croix (1684), chapelle des Fonts (provient de l'ancienne église)
  - Pièta (1684), chapelle des Fonts (provient de l'ancienne église)
  - Jésus apparaissant à Marie-Madeleine (1684), chapelle des Fonts (provient de l'ancienne église)
  - Guérison d'un possédé (1684), chapelle des Fonts (provient de l'ancienne église)
  - Guérison d'un paralytique à la piscine de Bétsheda (1684), chapelle des Fonts (provient de l'ancienne église)
  - Résurrection: le Christ sort du tombeau (1684), chapelle des Fonts (provient de l'ancienne église)
  - Apparition du Christ aux pèlerins d'Emmaüs (1684), chapelle des Fonts (provient de l'ancienne église)
  - Incrédulité de saint Thomas (1684), chapelle des Fonts (provient de l'ancienne église)
  - Résurrection du fils de la veuve de Naïm (1684), chapelle des Fonts (provient de l'ancienne église)
  - Annonciation (1684), chapelle des Fonts (provient de l'ancienne église)
  - Visitation (1684), chapelle des Fonts (provient de l'ancienne église)
  - Circoncision (1684), chapelle des Fonts (provient de l'ancienne église)
  - Jésus apprenti charpentier (1684), chapelle des Fonts (provient de l'ancienne église)
  - Tentation de Jésus : Jésus et les pierres du désert (1684), chapelle des Fonts (provient de l'ancienne église)
  - Noces de Cana (1684), chapelle des Fonts (provient de l'ancienne église)
  - Résurrection de Lazare (1684), chapelle des Fonts (provient de l'ancienne église)
  - Saint Pierre réveille Jésus dans la tempête (1684), chapelle des Fonts (provient de l'ancienne église)
  - Marie-Madeleine oint les pieds de Jésus (1684), chapelle des Fonts (provient de l'ancienne église)
  - Saint Matthieu (1684), chapelle des Fonts (provient de l'ancienne église)
  - Jésus et la femme adultère (1684), chapelle des Fonts (provient de l'ancienne église)
  - Saint Marc (1684), chapelle des Fonts (provient de l'ancienne église)
  - Jésus et la Samaritaine au puits (1684), chapelle des Fonts (provient de l'ancienne église)
  - Jésus expulse les marchands du Temple (1684), chapelle des Fonts (provient de l'ancienne église)
  - Saint Jean l'Evangéliste (1684), chapelle des Fonts (provient de l'ancienne église)
  - Le Christ sauve Pierre qui s'enfonce dans les eaux (1684), chapelle des Fonts (provient de l'ancienne église)
  - Saint Luc (1684), chapelle des Fonts (provient de l'ancienne église)
  - Sainte Barbe (1684), chapelle des Fonts (provient de l'ancienne église)
  - Saint Joseph (1684), chapelle des Fonts (provient de l'ancienne église)
  - Saint Hubert (1684), chapelle des Fonts (provient de l'ancienne église)
  - Saint Simon apôtre (1684), chapelle des Fonts (provient de l'ancienne église)
  - Saint Charles Borromée (1684), chapelle des Fonts (provient de l'ancienne église)
  - Jésus bénissant (1684), chapelle des Fonts (provient de l'ancienne église)
  - La Vierge (1684), chapelle des Fonts (provient de l'ancienne église)
  - Saint Jacques le Majeur (1684), chapelle des Fonts (provient de l'ancienne église)

### Sculpture
- D'un artiste inconnu:
  - Statue Vierge et l'Enfant (c. 1845-1848), façade Ouest, à gauche du portail
  - Statue sainte Véronique (c. 1845-1848), façade Ouest, à droite du portail
  - Bas relief Blason de Guillaume Natalis, abbé de Saint-Laurent (c. 1658-1686), mur extérieur Nord
  - Gisant Christ mort sur un linceul, sous l'autel du chœur

### Dalles funéraires
Les dalles funéraires listées ci-dessous se trouvent à l'extérieur :
- Dalle funéraire de Angèle de Affagtady, 1576
- Dalle funéraire de Barbe Goswin, 1579
- Dalle funéraire de Bertholet Lonneux, 1662
- Dalle funéraire de Gauthier de Lemborcht, 1504
- Dalle funéraire de Gilet Ludoion, 1500
- Dalle funéraire de Gilles de Camus, 1643
- Dalle funéraire de Guillaume Bouillon, 1676
- Dalle funéraire de Jacob Kinable, 1686
- Dalle funéraire de Jean Bernimolin, 1653
- Dalle funéraire de Jean Grégoire de Gomzé, 1712
- Dalle funéraire de Jeanne Bartholomé, 1636
- Dalle funéraire de Johan Adam, ermite de Fraisnée, 1575
- Dalle funéraire de Johan Jamar de Sclachiens (Sclessin), 1424
- Dalle funéraire de Marie-Jeanne Piret, 1791
- Dalle funéraire de Philippe-Jacques Mawet, 1693
- Dalle funéraire de Pierre Dechevy, 1695
- Dalle funéraire de Raes Bouxhon, 1648
- Dalle funéraire d'un défunt indéterminé, 1678
- Dalle funéraire d'un défunt indéterminé, c.1701-1710